# Claude Marie Dubufe

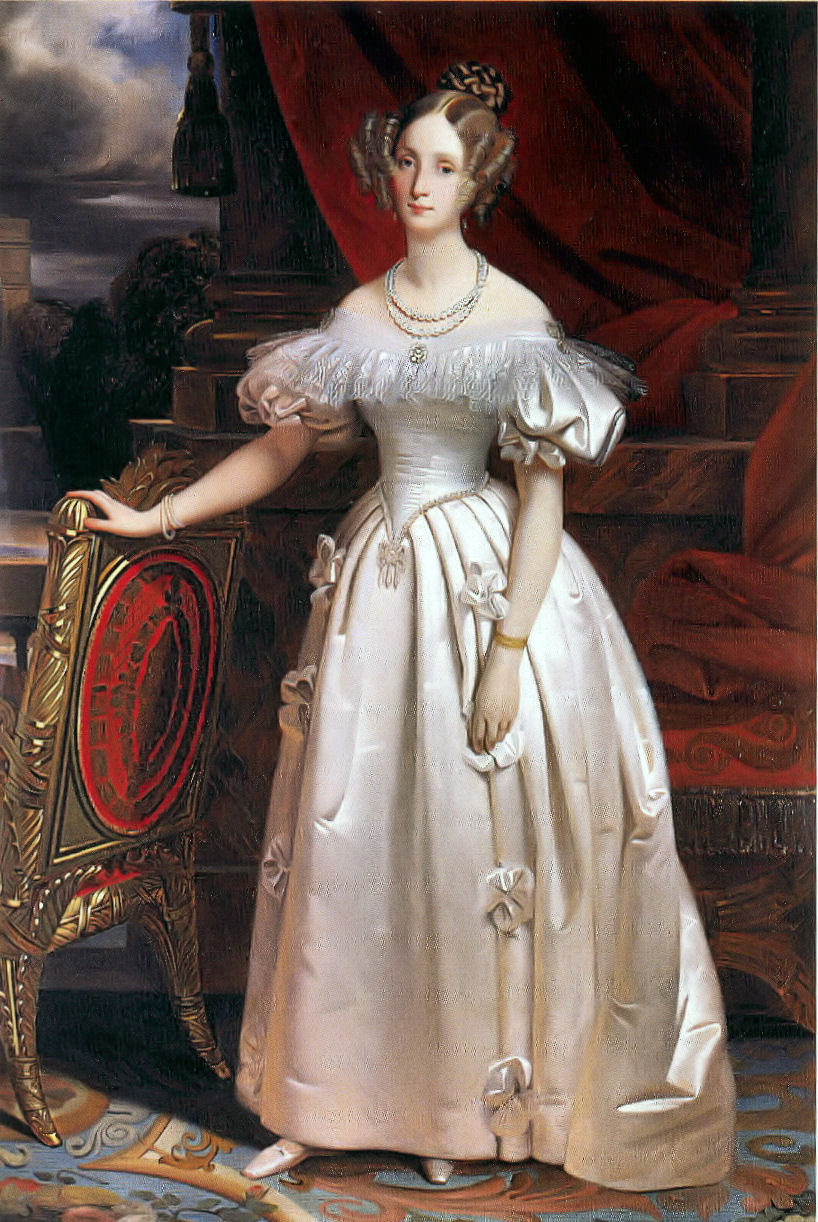
Claude Marie Dubufe – Porträtt av Marie Louise av Frankrike (1830-talet).

Claude Marie Dubufe, född 1790 i Paris, död 24 april 1864 i La Celle-Saint-Cloud, var en fransk konstnär. Han var far till Édouard Dubufe.
Dubufe, som var lärjunge till David, debuterade 1810 och blev, även om han utförde enstaka historiska och bibliska genrebilder, främst känd som porträttmålare och framför allt som damporträttör.